# Obóz pracy w Przyłęku
Obóz w Przyłęku – niemiecki nazistowski karny obóz pracy, który funkcjonował w nieistniejącej obecnie osadzie młyńskiej Bobrówka na terenie wsi Przyłęk (powiat nowotomyski).
Obóz zlokalizowany był w północno-zachodniej części wsi, w pobliżu trójstyku granic dawnych województw: gorzowskiego, poznańskiego i zielonogórskiego (1975–1998, obecnie gmin: Nowy Tomyśl, Miedzichowo i Zbąszyń), nad Bobrówką. Działał od wiosny 1940 do sierpnia 1943. Osadzone w nim osoby (Polacy i polscy Żydzi w liczbie od 400 do 800 osób lub 3500 osób) zatrudnione były przy budowie autostrady z Berlina do Poznania (obecna A2). Część więźniów zmarła na miejscu z chorób, głodu i wycieńczenia fizycznego. Nieustaloną liczbę zamordowano. Po zarzuceniu prac nad budową autostrady pozostałych więźniów wywieziono do Auschwitz-Birkenau i innych obozów w głębi III Rzeszy. Ofiary obozu, zwanego niepoprawnie stalagiem, upamiętnia prosty pomnik z kostek granitowych, ustawiony na jego miejscu w 1979. Corocznie uczniowie Zespołu Szkół w Miedzichowie oddają hołd pomordowanym tutaj osobom. W 2012 wytyczono czarny szlak rowerowy Przez autostradę, prowadzący przy terenie dawnego obozu. Od 1973 planowany jest w tym rejonie (na styku z Czarną Wodą) zbiornik retencyjny Bobrówka, którego brzegi znajdą się przy samym terenie poobozowym.